# 2010 год в музыке

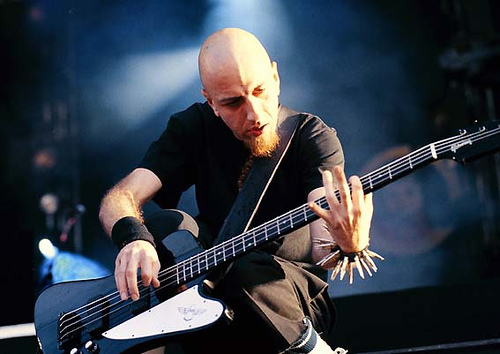
Воссоединилась группа System of A Down

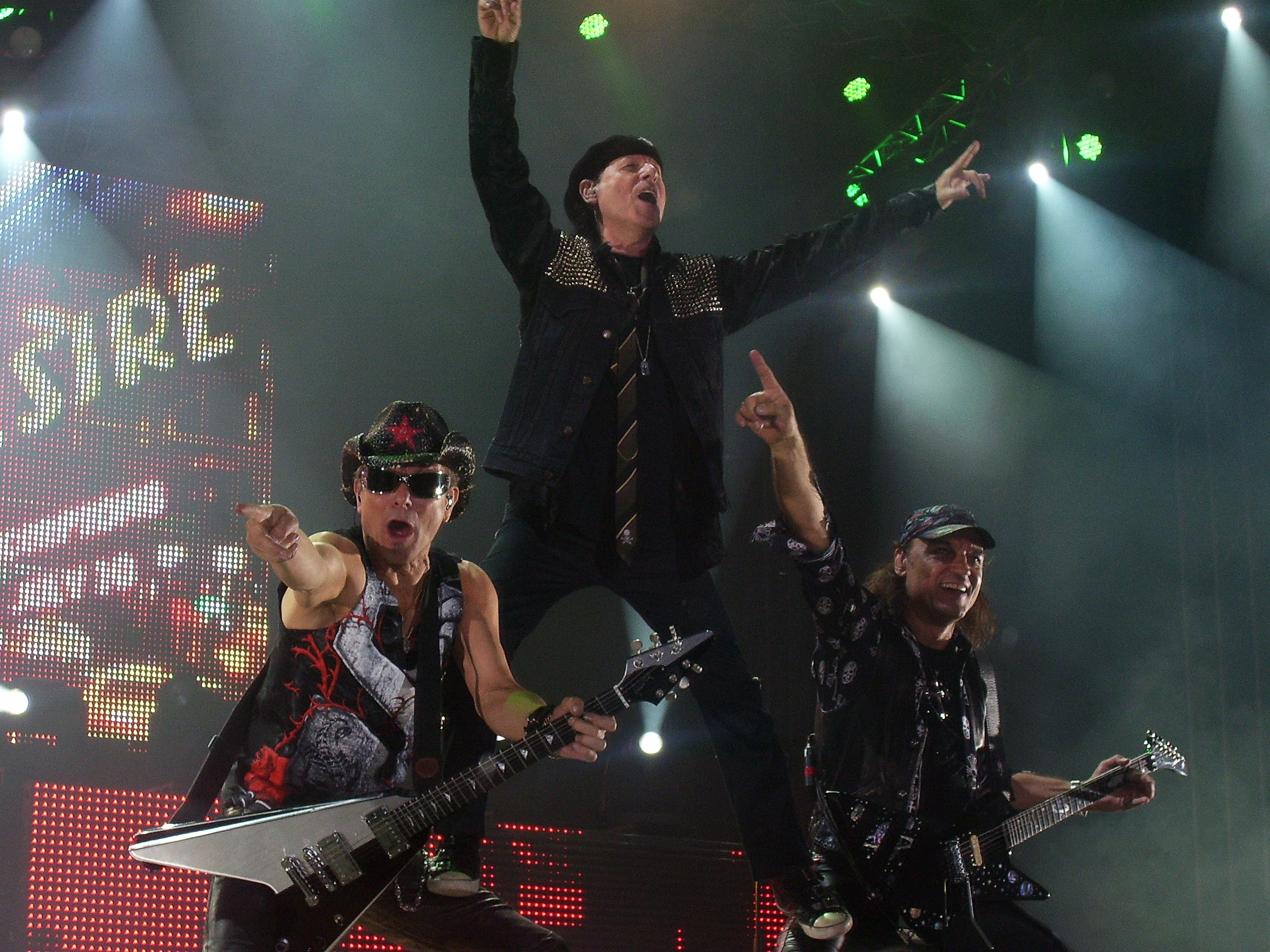
Scorpions объявили об окончании карьеры

## Награды

### Премия «Грэмми» 2010
52-я ежегодная церемония вручения премии «Грэмми» состоялась 31 января 2010 года в Лос-Анджелесе.
- Запись года — Kings of Leon «Use somebody»
- Альбом года — Taylor Swift «Fearless»
- Песня года — Beyonce «Single ladies (Put a ring on it)»
- Лучший новый исполнитель — Zac Brown Band

### BRIT Awards 2010
30-я ежегодная церемония вручения наград BRIT Awards прошла 16 февраля 2010 года в Лондоне.
- Британский исполнитель года — Dizzee Rascal
- Международный исполнитель года — Jay-Z
- Британская исполнительница года — Lily Allen
- Международная исполнительница года — Lady Gaga
- Британская группа года — Kasabian
- Британский прорыв года — JLS
- Международный прорыв года — Lady Gaga
- Британский сингл года — JLS «Beat again»

### Премия Муз-ТВ 2010
8-я ежегодная национальная премия в области популярной музыки Муз-ТВ 2010 была проведена 11 июня 2010 года в Москве.
- Лучший исполнитель — Дима Билан
- Лучшая исполнительница — Валерия
- Лучшая поп-группа — A’Studio
- Прорыв года — Александр Рыбак
- Лучшая песня — Город 312 и Баста «Обернись»

### MTV Video Music Awards 2010
27-я церемония вручения музыкальных наград телеканала MTV прошла 12 сентября 2010 года в Лос-Анджелесе.
- Видео года — Lady Gaga «Bad romance»
- Лучшее мужское видео — Eminem «Not afraid»
- Лучшее женское видео — Lady Gaga «Bad romance»
- Лучший новый артист — Justin Bieber feat. Ludacris «Baby»

### MTV Europe Music Awards 2010
17-я церемония вручения музыкальных наград телеканала MTV Европа прошла 7 ноября 2010 года в Мадриде.
- Лучший певец — Джастин Бибер
- Лучшая певица — Lady Gaga
- Лучший новый артист — Ke$ha
- Лучшая песня — Lady Gaga «Bad romance»
- Лучший клип — Katy Perry feat. Snoop Dogg «California gurls»

### American Music Awards 2010
38-я ежегодная церемония American Music Awards 2010 прошла 21 ноября в Лос-Анджелесе.
- Артист года — Justin Bieber
- Новый артист года — Justin Bieber

### Зал славы рок-н-ролла
Исполнители:
- ABBA (Бенни Андерссон, Анни-Фрид Лингстад, Бьорн Ульвеус и Агнета Фельтског)[1]
- Genesis (Тони Бэнкс, Питер Гэбриел, Фил Коллинз, Майк Резерфорд и Стив Хэкетт)[2]
- The Hollies (Берни Калверт[англ.], Аллан Кларк[англ.], Грэм Нэш, Терри Силвестер[англ.], Тони Хикс[англ.], Эрик Хэйдок[англ.] и Бобби Эллиотт[англ.])[3]
- The Stooges (Дэйв Александер, Игги Поп, Джеймс Уильямсон, Рон Эштон и Скотт Эштон)[4]
- Джимми Клифф[5]

Неисполнители:
- Джефф Барри и Элли Гринвич[6]
- Отис Блэквелл[7]
- Дэвид Геффен[8]
- Барри Манн и Синтия Вейл[9]
- Джесс Стоун[10]
- Морт Шуман[11]

### Зал славы авторов песен
- Филип Бэйли[англ.][12]
- Ларри Данн[англ.][13]
- Мэтт Деннис[англ.][14]
- Джеки Дешэннон[англ.][15]
- Леонард Коэн[16]
- Эл Маккэй[англ.][17]
- Боб Марли[18]
- Джонни Мэндел[19]
- Лора Ниро[20]
- Санни Скайлар[англ.][21]
- Джесс Стоун[22]
- Вердайн Уайт[23]
- Морис Уайт[24]
- Дэвид Фостер[25]
- Том Эдэйр[англ.][26]

Награда Джонни Мерсера:
- Фил Коллинз[27]

Награда Эйба Олмена издателю:
- Кит Мэрдак[28]

Награда Хауи Ричмонда создателю хитов:
- Фил Рамон[29]

Награда за выдающуюся песню:
- Bridge over Troubled Water[30]

Награда Хэла Дэвида «Звёздный свет»:
- Тейлор Свифт[31]

### Зал славы кантри
- Джимми Дин[32]
- Дон Уильямс[33]
- Ферлин Хаски[34]
- Билли Шеррилл[англ.][35]

## События
- В Лондоне состоялась премьера нового мюзикла Эндрю Ллойда Уэббера, сиквела мюзикла «Призрак Оперы» — «Любовь не умрёт никогда».
- Еспер Стрёмблад покинул In Flames.
- Распалась группа Theatre of Tragedy.
- Распалась группа QueenAdreena.
- Распалась группа Tequilajazzz.
- Воссоединилась группа Rhapsody of Fire
- Воссоединилась группа System of A Down
- Воссоединилась группа Centr
- Воссоединился  хип-хоп дуэт Bad Meets Evil
- Образовалась украинская рок-группа «Валентин Стрыкало»
- Образовалась белорусская рэп-группа «УННВ»
- 17 марта — 9 июня— Музыкальный фестиваль «Шумановские резонансы»Московская государственная консерватория — События — Музыкальный фестиваль «Шумановские резонансы» Архивировано 28 ноября 2012 года.
- 21 апреля — В Крокус Сити Холле состоялось вручение первой российской хип-хоп премии Russian Street Awards 2010
- 23 июля — на X-factor образовалась группа One Direction.
- Возвращение на сцену Земфиры: в августе — выпуск долгожданного сборника бисайдов Z-Sides на лейбле Квадро-диск, в сентябре — переиздание первых трёх альбомов и мини-тур
- 24 сентября — 10 октября 17-й Международный музыкальный фестиваль «Харьковские ассамблеи»-2010: «Братья Рубинштейны и консерваторское братство».«Харьковские ассамблеи» — 2010 будут посвящены братьям Антону и Николаю Рубинштейнам (недоступная ссылка)
- Группа Scorpions заявила о завершении своей музыкальной деятельности по окончании прощального мирового турне, которое будет длиться до 2012 года.Новости : SCORPIONS завершают карьеру : Russian Darkside
- 8 марта и 10 марта группа Tokio Hotel отменила концерты в Москве и Санкт-Петербурге по неизвестным причинам.
- 2 декабря образовалась украинская поп-группа Время и Стекло.

## Концерты
- 1 января в своём микроблоге Крис Корнелл, вокалист группы Soundgarden разместил сообщение о воссоединении Soundgarden в своём классическом составе, позже эта информация появилась на официальном сайте группы.Soundgarden воссоединяются
- 31 января — 52-я церемония «Грэмми» (в Staples Center, Лос-Анджелес, Калифорния)
- 4 февраля а в Санкт-Петербурге и 6 февраля в Москве прошли концерты группы Depeche Mode в рамках мирового турне «Tour Of The Universe» в поддержку их нового альбома. Также группа впервые в полном составе посетила столицу Украины (Киев) 8 февраля 2010 года. Завершилось турне 27 февраля 2010 года в Дюссельдорфе, Германия.
- С 5 февраля по 2 апреля — Тур Apocalyptica по Финляндии, Украине и БеларусиApocalyptica Official Site | The Official Apocalyptica Site
- 20, 21 февраля — Москва, Московский международный Дом музыки, блюзовые концерты Джо Бонамасса
- 26 февраля — прошёл концерт немецкой индастриал группы Rammstein в городе Санкт-Петербург, 28 февраля и 1 марта — в г.Москва, 7 марта — в г.Минск, 9 марта — в г. Киев.Rammstein Tour
- 8 марта — Москва, концертный зал «Crocus City Hall», концерт Александра Серова
- 5 апреля — Москва, концерт 50 cent'a
- 8 апреля — Москва, Б1, концерт немецкой группы Gamma Ray в поддержку нового альбома.
- 14 марта — 30 Seconds to Mars дали единственный концерт в России (Санкт-Петербург) в поддержку нового альбома.
- 18 марта — Прошёл концерт немецкой группы Scorpions в Москве, в ДС Мегаспорт на Ходынском поле.Фото-Рок — Москва. Концерт Scorpions 18.03.2010 фото Михаила Ванеева
- 22, 23 апреля — концерты Yngwie Malmsteen в Москве и Санкт-Петербурге.HeadBanger.ru — YNGWIE MALMSTEEN
- 24, 25 апреля — Metallica даёт два концерта в Москве.Metallica.com
- 30 апреля, 1 и 2 мая — Recoil выступил с концертами в Москве, Екатеринбурге и Санкт-Петербурге в рамках своего первого мирового турне.Recoil в Москве и Санкт-ПетербургеRecoil на MySpace Music
- 7 мая — в рамках кинопрограммы «Чешская кинодесятка» в Москве выступил Яромир Ногавица.Czech Centres (недоступная ссылка)
- 20, 21 мая — первый концерт The Cranberries в Санкт-Петербурге и Москве,
- 28 мая — прощальный концерт Xandria с Lisa Middelhauve в Москве.
- 1 июня — Концерт-презентация дебютного альбома Фёдора Климова «Дай мне знак» в Москве в СК «Олимпийский»
- 4 июня — концерт группы Lacrimosa в Москве приуроченный 20-летию группы
- 5 июня — из-за грозы отменён концерт Prodigy в Москве Lenta.ru: Музыка: Концерт The Prodigy в Москве отменили из-за грозы
- 6, 8 июня — концерты Guns N' Roses в Москве и Санкт-Петербурге.Guns N’Roses впервые дадут концерты в Москве и Санкт-Петербурге
- 9 июня — Deftones дали концерт в Москве.
- 11 июня — Премия Муз-ТВ 2010 в Москве.
- 12 июня — Sensation Russia в Санкт-Петербурге, СКК
- 11, 12 июня, 7 августа — концерты Софи Эллис-Бекстор во Владивостоке и Москве в рамках мирового турне «Straight to the Heart».Софи Элис-Бекстор выступила в Москве
- 24 июня — Venom впервые дают концерт в Москве
- 26 июня — Элтон Джон впервые дал концерт в Минске.
- 27 июня — Versailles дают концерт в Москве.
- 28, 29 июня — Fear Factory выступят в Москве и Санкт-Петербурге.
- 30 июня, 1 июля — Cannibal Corpse дают концерты в Москве и Санкт-Петербурге
- 6 июля — впервые в России выступил Exodus. Москва.Exodus, клуб «Точка», 06 июля 2010 года
- 12 июля — Bullet for My Valentine концерт в Москве. Б1 Maximum.
- 13, 14 июля — Megadeth даёт два концерта в Москве.Megadeth.com — Killing Road
- 19, 20 июля — Bad Religion выступят в Санкт-Петербурге и в Москве.
- 28, 29 июля — Мика концерты в Москве и Санкт-Петербурге Mika впервые даст концерты в России.
- 31 июля — open-air «Европа Плюс Live 2010» в Москве.
- 4 августа — Mtv Beach Party в Москве.
- 21 августа — Mtv Open Air в Москве, на Красной площади.
- 25 августа — единственный концерт U2 в Москве.Вести. Ru: U2 дали свой первый и единственный концерт в Москве
- 10-12 сентября — Sum 41 концерты в Санкт-Петербурге, Москве, Екатеринбурге.
- 13 сентября — Оззи Осборн выступил в Москве.Оззи Осборн едет в Москву // KP.RU — Москва
- 15 сентября — Стинг выступил в Москве в Крокус Сити Холл в рамках мирового тура «Симфонисити».Единственный концерт Стинга в Москве
- 18 сентября — Стинг впервые выступил в Минске.
- 25 сентября-1 октября — Джо Кокер выступил в Москве и Минске.
- 26 сентября — 65daysofstatic концерты в Москве, Санкт-Петербурге, Екатеринбурге (Tele-Club).
- 30 сентября — Korn дали третий за свою историю концерт в Москве.KoRnweb.ru — News
- 3-5 октября — Limp Bizkit концерты в Москве, Санкт-Петербурге (Россия), Минске (Беларусь).
- 16 октября — Хосе Каррерас впервые дал концерт в Минске.
- 27 октября — единственный концерт Шерил Кроу в Москве.
- 31 октября — концерт Soulfly в Москве.31.10 Soulfly / Клуб MILK (недоступная ссылка)
- 5 ноября — первый концерт Джо Сатриани в Санкт-Петербурге.
- 6 ноября — прощальный концерт группы A-ha в Минске.
- 20, 27 ноября — юбилейные концерты Арии в Санкт-Петербурге и Москве, посвящённые 25-летию группы.Афиша. Легенде металла XXV лет! | HeavyMusic.ru — музыкальный информационный порталMastersland — 27.11 Ария XXV лет
- 10, 11 декабря — юбилейные концерты Эпидемии в Санкт-Петербурге и Москве под названием «Конец совместного пути», посвящённые 15-летию группы и являющиеся одновременно и прощальными концертами с вокалистом и бас-гитаристом, покинувших группу.Афиша. 15 лет группе | HeavyMusic.ru — музыкальный информационный порталАфиша. 15-летие группы | HeavyMusic.ru — музыкальный информационный портал
- 11 декабря — юбилейный концерт группы П.оС.Т. в Москве, посвящённый 10-летию группы.Mastersland — 11.12 П.оС. Т. — 10 ЛЕТ + BLIND ROVER, ЭПОХА и др
- 6 ноября — юбилейный концерт группы ВИА Гра с участием бывших солисток в Киеве.
- 11 ноября — прощальный концерт A-ha в Санкт-Петербурге
- 1 декабря — Skid Row — концерт в Москве
- 3-11 декабря — концерты Covenant в Екатеринбурге, Москве, Волгограде, Санкт-Петербурге в рамках тура в поддержку альбома Modern Ruin.Covenant Modern Ruin Tour 2010/2011
- 10 декабря — 30 seconds to Mars — концерт в Москве
- 15 декабря — Pendulum — концерт в Москве
- 16 декабря — Pendulum — концерт в Санкт-Петербурге

## Песни года

### США
Хиты № 1 в США (Billboard Hot 100 #1 Hits — 2010)
- «TiK ToK» — Kesha (9 недель на первом месте в январе-феврале)
- «Imma Be» — Black Eyed Peas (2 недели в марте)
- «Break Your Heart» — Taio Cruz featuring Ludacris (1 неделя в марте)
- «Rude Boy» — Rihanna (5 недель на первом месте в марте-апреле)
- «Nothin' On You» — B.o.B. featuring Bruno Mars (2 недели в мае)
- «OMG» — Usher featuring Will.I.Am (1 неделя в мае)
- «Not Afraid» — Eminem (1 неделя в мае)
- «OMG» — Usher featuring Will.I.Am (3 недели на вершине в мае-июне)
- «California Gurls» — Katy Perry featuring Snoop Dogg (считалась лучшей 6 недель в июне-июле)
- «Love the Way You Lie» — Eminem featuring Rihanna (7 недель в июле-сентябре)
- «Teenage Dream» — Katy Perry (1 неделя в сентябре)
- «Just the Way You Are» — Bruno Mars (4 недели в октябре)
- «Like a G6» — Far East Movement featuring The Cataracs & Dev (3 неделя в октябре-ноябре)
- «We R Who We R» — Kesha (1 неделя в ноябре)
- «What's My Name?» — Rihanna featuring Drake (1 неделя в ноябре)
- «Only Girl (In the World)» — Rihanna (1 неделя в декабре)
- «Raise Your Glass» — Pink (1 неделя в декабре)
- «Firework» — Katy Perry (2 недели в декабре)

### Великобритания
Хиты № 1 в Великобритании (UK Official Top 100 #1 Hits)
- «Fireflies» — Owl City (3 недели)
- «Good Times» — Roll Deep (3 недели)
- «Replay» — Iyaz (2 недели)
- «Everybody Hurts» — Helping Haiti (2 недели)
- «Pass Out» — Tinie Tempah (2 недели)
- «Telephone» — Lady Gaga feat. Beyonce (2 недели)
- «This Ain't A Love Song» — Scouting For Girls (2 недели)
- «Shout» — Shout For England feat. Dizzee Rascal & James Corden (2 недели)
- «California Gurls» — Katy Perry feat. Snoop Dogg (2 недели)
- «Start Without You» — Alexandra Burke (2 недели)
- «Just the Way You Are» — Bruno Mars (2 недели)
- «F**k You (Forget You)» — Cee Lo Green (2 недели)
- «Only Girl (In the World)» — Rihanna (2 недели)
- «Heroes» — X Factor 2010 Finalists (2 недели)
- «When We Collide» — Matt Cardle (2 недели)
- «Bad Romance» — Lady Gaga (1 неделя)
- «In My Head» — Jason Derulo (1 неделя)
- «OMG» — Usher feat. Will.I.Am (1 неделя)
- «Once» — Diana Vickers (1 неделя)
- «Nothin' On You» — B.o.B feat. Bruno Mars (1 неделя)
- «Dirtee Disco» — Dizzee Rascal (1 неделя)
- «Gettin' Over You» — David Guetta feat. Chris Willis, Fergie & LMFAO (1 неделя)
- «The Club Is Alive» — JLS (1 неделя)
- «Airplanes» — B.o.B feat. Hayley Williams (1 неделя)
- «We No Speak Americano» — Yolanda Be Cool feat. DCUP (1 неделя)
- «All Time Low» — The Wanted (1 неделя)
- «Beautiful Monster» — Ne-Yo (1 неделя)
- «Club Can't Handle Me» — Flo Rida feat. David Guetta (1 неделя)
- «Green Light» — Roll Deep (1 неделя)
- «Dynamite» — Taio Cruz (1 неделя)
- «Please Don't Let Me Go» — Olly Murs (1 неделя)
- «Written In The Stars» — Tinie Tempah feat. Eric Turner (1 неделя)
- «Promise This» — Cheryl Cole (1 неделя)
- «Love You More» — JLS (1 неделя)
- «The Time (Dirty Bit)» — Black Eyed Peas (1 неделя)

### Россия
Хиты № 1 в России (Tophit)
- «Bad Romance» — Lady Gaga (6 недель)[36][37][38][39][40][41]
- «Режиссёр» — Градусы (1 неделя)[42]
- «Tik Tok» — Kesha (4 недели)[43][44][45][46]
- «Victoria» — Винтаж (1 неделя)[47]
- «Chica Bomb» — Dan Balan (5 недель)[48][49][50][51][52]
- «Не перебивай» — Нюша (1 неделя)[53]
- «Can't Fight This Feeling» — Junior Caldera и Sophie Ellis Bextor (1 неделя)[54]
- «Зачем?» — 5ivesta family (8 недель)[55][56][57][58]
- «Любовь спасёт мир» — Вера Брежнева (9 недель)
- «Alejandro» — Lady Gaga (1 неделя)
- «River Flows In You» — Jasper Forks (1 неделя)
- «Чудо» — Нюша (9 недель)
- «Justify Sex» — Dan Balan (1 неделя)

Хиты № 1 в России (2m-online.ru/Россия Топ-10. Цифровые синглы)
Чарт публикуется с 18 июня 2010 года, на основании продаж цифровых синглов (через интернет-магазины, рингтонов, ринг-бэк тонов, реалтонов и т. д.) на территории Российской Федерации.
- «Я буду» — 23:45 и 5ivesta family (3 недели)
- «Зачем?» — 5ivesta family (8 недель)
- «Alors on danse» — Stromae (6 недель)
- «Любовь спасёт мир» — Вера Брежнева (9 недель)
- «Justify Sex» — Dan Balan (2 недели)

### Сертификация синглов
Синглы получившие сертификацию (Золотой диск и/или Платиновый диск в России в 2010 году (2m-online.ru/НФПФ)
- «Fairytale» — Александр Рыбак (Платиновый диск/ Реалтон/ 100 000 копий)
- «Relax (Take It Easy)» — Mika (Золотой диск/ Реалтон/ 50 000 копий)
- «Angels» — Morandi (Золотой диск/ Реалтон/ 50 000 копий)
- «Water Music. Air» — George Frideric Handel (17x платиновый диск/ Ринг-бэк тон/ 3 500 000 копий)
- «Angels» — Morandi (7x Платиновый диск/ Ринг-бэк тон/ 1 400 000 копий)
- «Tired Of Being Sorry» — Энрике Иглесиас (3х платиновый диск/ Ринг-бэк тон/ 600 000 копий)
- «Я буду» — 23:45 и 5ivesta family (Платиновый диск/ Ринг-бэк тон/ 200 000 копий)
- «Береги» — Горячий шоколад (Золотой диск/ Ринг-бэк тон/ 100 000 копий)
- «Слёзы-вода» — Инфинити (Золотой диск/ Ринг-бэк тон/ 100 000 копий)
- «Ты меня забудь» — DJ Piligrim (Золотой диск/ Ринг-бэк тон/ 100 000 копий)
- «Save Me» — Morandi (2x платиновый диск/ Ринг-бэк тон/ 400 000 копий)
- «Fairytale» — Александр Рыбак (2х платиновый диск/ Ринг-бэк тон/ 400 000 копий)
- «Du Hast Den Schoesten Arsch Der Welt» — Alex C и Y-Ass (2х платиновый диск/ Ринг-бэк тон/ 400 000 копий)
- «If Only You» — Danny и Therese (Платиновый диск/ Ринг-бэк тон/ 200 000 копий)
- «Rhythm Divine» — Энрике Иглесиас (Платиновый диск/ Ринг-бэк тон/ 200 000 копий)
- «Poker Face» — Lady Gaga (Платиновый диск/ Ринг-бэк тон/ 200 000 копий)
- «Right Now (Na Na Na)» — Akon (Золотой диск/ Ринг-бэк тон/ 100 000 копий)
- «Taking Back My Love» — Энрике Иглесиас & Ciara (Золотой диск/ Ринг-бэк тон/ 100 000 копий)
- «Beggin» — Madcon (Золотой диск/ Ринг-бэк тон/ 200 000 копий)
- «Ring My Bells» — Энрике Иглесиас (2x Платиновый диск/ Ринг-бэк тон/ 400 000 копий)
- «Push» — Энрике Иглесиас (2х Платиновый диск/ Ринг-бэк тон/ 400 000 копий)
- «I Feel Good» — James Brown (2х Платиновый диск/ Ринг-бэк тон/ 400 000 копий)
- «Relax (Take It Easy)» — Mika (Платиновый диск/ Ринг-бэк тон/ 200 000 копий)
- «Hush Hush» — Pussycat Dolls (Платиновый диск/ Ринг-бэк тон/ 200 000 копий)
- «Umbrella» — Rihanna (Платиновый диск/ Ринг-бэк тон/ 200 000 копий)
- «Smells Like Teen Spirit» — Nirvana (Золотой диск/ Ринг-бэк тон/ 100 000 копий)
- «Apologize» — OneRepublic (Золотой диск/ Ринг-бэк тон/ 100 000 копий)

## Альбомы года

### США
Альбомы № 1 в США (Billboard 200 #1 — 2010)

### Россия
Альбомы № 1 в России (2m-online.ru/НФПФ)
- «Водопад» — Григорий Лепс (7 недель)
- «Дома» — Guf (5 недель)
- «Одиночка» — МакSим (1 неделя)
- «Наши музыкальные традиции» — Соль (1 неделя)
- «Electric Touch» — Сергей Лазарев (2 недели)
- «A State Of Trance 2010» — Armin Van Buuren (2 недели)
- «3» — Баста (7 недель)
- «ХЗ» — Каста (5 недель)
- «Эпилог» — Агата Кристи (2 недели)
- «20 лет без...» — Виктор Цой (1 неделя)

Альбомы получившие сертификацию (Золотой диск и/или Платиновый диск в России в 2010 году (2m-online.ru/НФПФ)
- «Rien ne S'arrete: Best of 1987-2001» — Patricia Kaas (2x платиновый диск)
- «Humanity: Hour I» — Scorpions (3x золотой диск)
- «18 Hits» — ABBA (3x платиновый диск)
- «Avant Que L'Ombre» — Mylene Farmer (2x платиновый диск)
- «My One And Only Thrill» — Мелоди Гардо (платиновый диск)
- «Touch Yello» — Yello (золотой диск)
- «Vivere. Greatest Hits» — Andrea Bocelli (платиновый диск)
- «Dark Horse» — Nickelback (золотой диск)
- «In Stereo» — Bomfunk MC's (5x платиновый диск)
- «Laundry Service» — Shakira (5x платиновый диск)
- «Liebe Ist Fur Alle Da» — Rammstein (2x платиновый диск)
- «Incanto» — Andrea Bocelli (золотой диск)
- «Дома» — Guf (золотой диск)
- «Rated R» — Rihanna (золотой диск)
- «The Fame» — Lady Gaga (3x платиновый диск)
- «Soldier of Love» — Sade (золотой диск)
- «Fearless» — Taylor Swift (золотой диск)
- «Strong» — Thomas Anders (золотой диск)
- «Водопад» — Григорий Лепс (платиновый диск)
- «Doll Domination» — Pussycat Dolls (3x золотой диск)
- «A State Of Trance 2010» — Armin Van Buuren (золотой диск)
- «Одиночка» — МакSим (золотой диск)
- «Sting In The Tail» — Scorpions (золотой диск)
- «A State Of Trance 2010» — Armin Van Buuren (платиновый диск)
- «Iron Man 2» — AC/DC (золотой диск)
- «Sticky And Sweet Tour» — Madonna (золотой диск)
- «The Fame Monster» — Lady Gaga (4x платиновый диск)
- «Insomniac» — Энрике Иглесиас (6x платиновый диск)
- «Elements Of Life» — Tiesto (2x платиновый диск)
- «Живой» — Стас Михайлов (золотой диск)
- «Trilogy» — ATB (золотой диск)
- «Pretty Donkey Girl» — Holly Dolly (золотой диск)
- «Randez-Vouz» — David Vendetta (золотой диск)
- «Andrea» — Andrea Bocelli (золотой диск)
- «Duets» — Анна Нетребко, Rolando Villazon (золотой диск)
- «Souvenirs» — Анна Нетребко (золотой диск)
- «Russian Album» — Анна Нетребко (золотой диск)
- «3» — Баста (золотой диск)
- «Soldier of Love» — Sade (2x платиновый диск)
- «A State Of Trance 2010» — Armin Van Buuren (2x платиновый диск)
- «Recovery» — Eminem (золотой диск)
- «Blood Like Lemonade» — Morcheeba (золотой диск)
- «Magical Journey. The Hits Collection» — Tiesto (золотой диск)
- «The Remix» — Lady Gaga (золотой диск)
- «The Twilight Saga: Eclipse» — OST (золотой диск)
- «Symphonicities» — Sting (золотой диск)

## Родились
- 17 февраля — Milana Star —российская певица и видеоблогер.

## Скончались

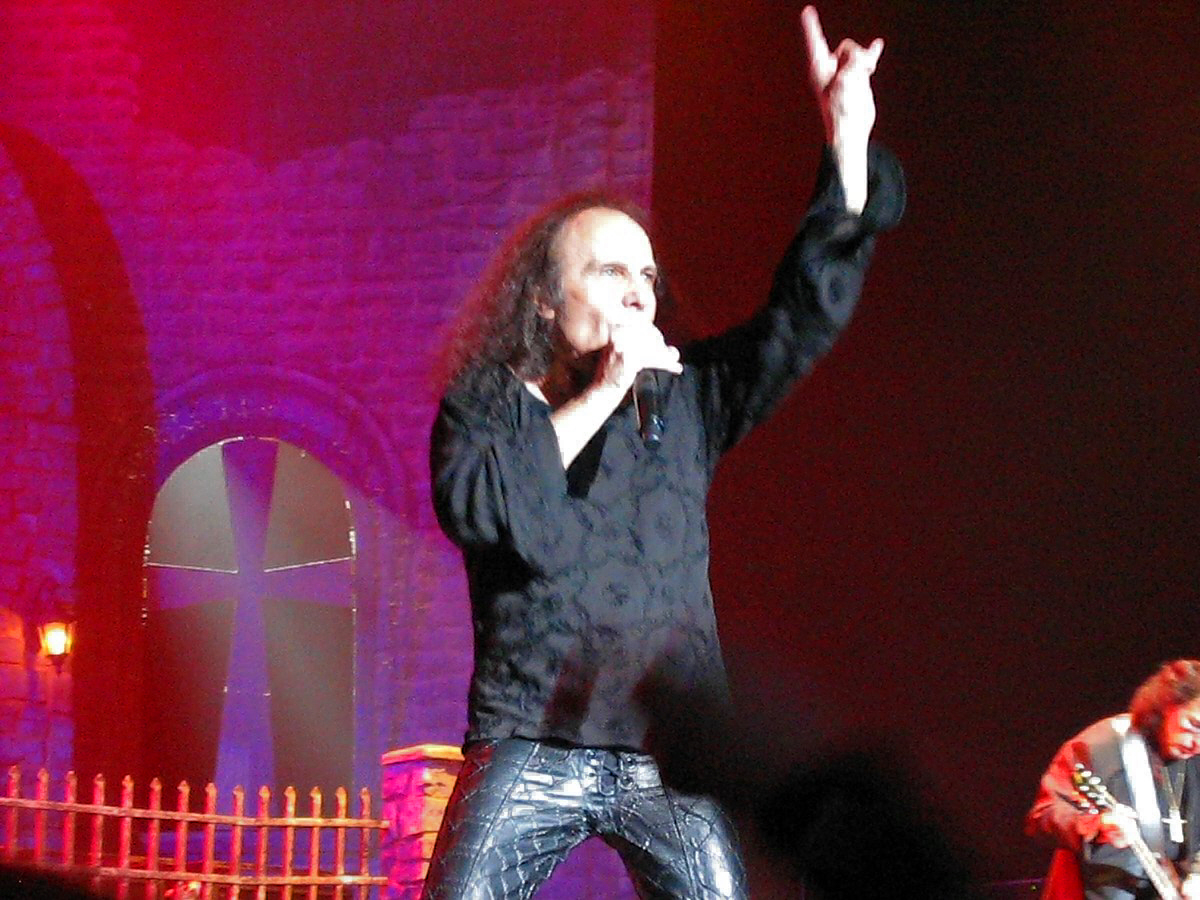
Ронни Дио

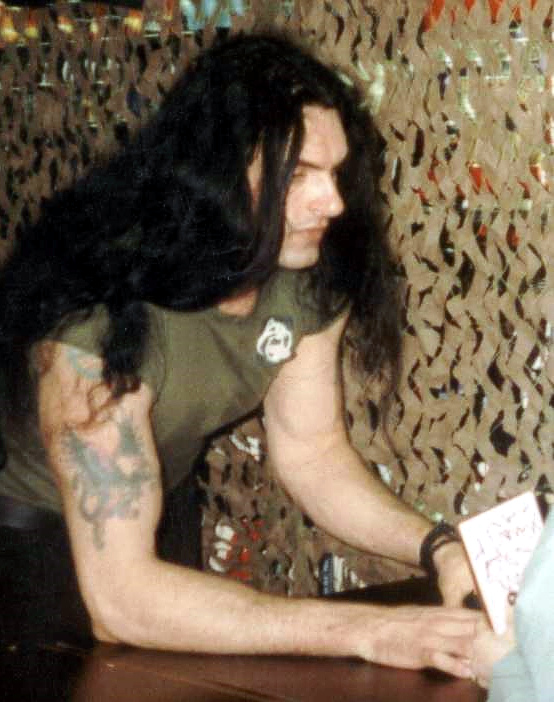
Питер Стил

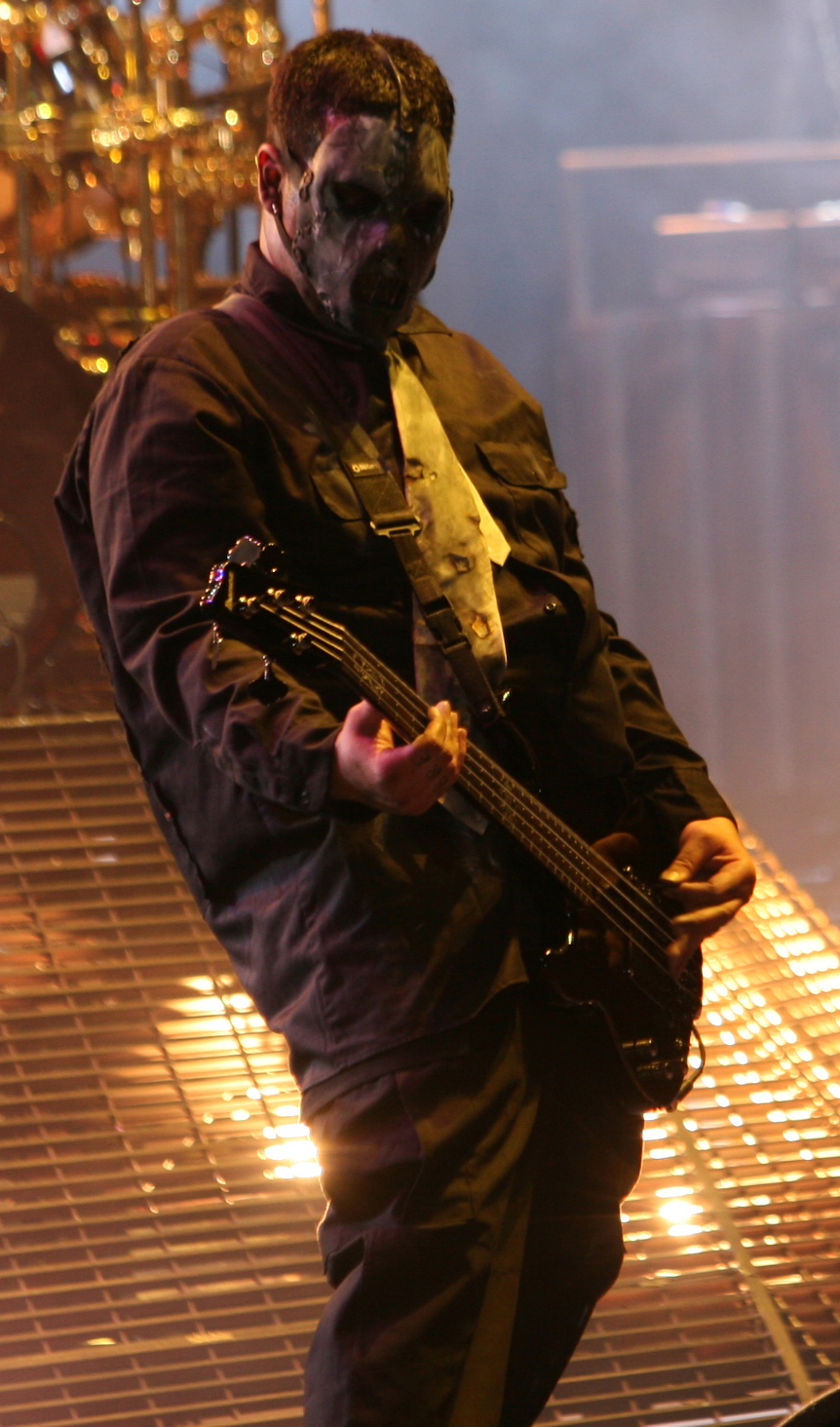
Пол Грей

### Январь
- 1 января — Де Села, Лхаса (37) — канадская певица.
- 3 января — Бесерра-Шмидт, Густаво (84) — чилийский композитор, дирижёр, музыковед и педагог.[59]
- 8 января — Суитнер, Отмар (87) — австрийский дирижёр.[60]
- 11 января — Гаранян, Георгий Арамович (75) — советский и российский джазовый, классический и эстрадный саксофонист, художественный руководитель ряда музыкальных ансамблей, народный артист России (1993); остановка сердца.
- 23 января — Уайльд, Эрл (94) — американский композитор и пианист.[61]

### Февраль
- 5 февраля — Оганезов, Гаррий Минеевич (72) — заслуженный артист РФ, кларнетист, профессор, дирижёр.[62]
- 6 февраля — Дэнкуорт, Джон (82) — британский джазмен[63]
- 11 февраля — Архипова, Ирина Константиновна (85) — оперная певица, народная артистка СССР.[64]

### Март
- 14 марта — Карцовник, Вячеслав Григорьевич (56) — учёный-музыковед.
- 21 марта — Вагнер, Вольфганг (90) — немецкий оперный режиссёр, внук Рихарда Вагнера.[65]
- 22 марта — Толкунова, Валентина Васильевна (63) — Народная артистка РСФСР, певица, рак мозга.

### Апрель
- 14 апреля — Питер Стил (48) — фронтмен готик/дум-метал-группы Type O Negative.
- 20 апреля — Генина, Лиана Соломоновна (79) — российский музыкальный критик, на протяжении многих лет заместитель главного редактора журнала «Советская музыка» — «Музыкальная академия».
- 24 апреля — Шихмурзаева, Зариус Усмановна — российская скрипачка, профессор Московской консерватории.
- 29 апреля — Александров, Илья Анатольевич (35) — вокалист группы Фактор страха.

### Май
- 4 мая — Проваторов, Геннадий Пантелеймонович (81) — советский, российский и белорусский дирижёр.
- 16 мая — Ронни Джеймс Дио (67) — американский рок-музыкант, один из ярких представителей хэви-метала.
- 24 мая — Грей, Пол (38) — бас-гитарист и сооснователь группы Slipknot.

### Июнь
- 6 июня — Марвин Айзли[англ.] (56) — американский музыкант, басист группы The Isley Brothers
- 16 июня — Гэрри Шайдер[англ.] (56) — американский певец и музыкант, гитарист и вокалист группы Parliament-Funkadelic
- 23 июня — Пит Куэйф (66) — британский музыкант, басист группы The Kinks

### Июль
- 2 июля — Хохлов, Юрий Николаевич (88) — Музыковед. Доктор искусствоведения. Основатель Русского шубертовского общества.
- 6 июля — Харви Фукуа[англ.] (80) — американский певец и автор песен, основатель и вокалист группы The Moonglows
- 14 июля — Маккеррас, Чарльз (84) — австралийский дирижёр.[66]
- 30 июля — Мозговой, Николай Петрович (62) — украинский композитор и эстрадный певец, Народный артист Украины, остановка сердца[67]
- без точной даты — Владимир Фёдорович Иванов, украинский и советский композитор, музыковед и педагог

### Август
- 9 августа — Пушечников, Иван Фёдорович (92) — русский гобоист, профессор РАМ им. Гнесиных.
- 14 августа — Тимохин, Всеволод Васильевич (76) — советский и российский радио-журналист, историк оперы.
- 27 августа — Александр Монин (55) — вокалист группы Круиз.

### Сентябрь
- 4 сентября — Золотухин, Владимир Максович (74) — композитор, народный артист Украины[68]
- 17 сентября — Гохман, Елена Владимировна (74) — композитор.
- 27 сентября — Меркурьев, Пётр Васильевич (67) — актёр, музыковед, музыкальный журналист, хормейстер.[69]

### Октябрь
- 5 октября — Стив Ли (47) — вокалист и сооснователь группы Gotthard.
- 10 октября — Соломон Бёрк (70) — американский певец

### Ноябрь
- 2 ноября — Баршай, Рудольф Борисович (86) — российский альтист и дирижёр.[70]

### Декабрь
- 13 декабря — Заливако, Олег Валерьевич (46) — один из основателей группы «Белая Гвардия»